# Adenanthos detmoldii
- Wikispecies

Adenanthos detmoldii, vulgarmente conhecido como Scott River Jugflower ou Yellow Jugflower, é uma espécie de arbusto da família Proteaceae. É endêmica do Sudoeste da Austrália Ocidental.

## Descrição
Essa espécia de arbusto cresce ereto por volta de 4 m de altura, com ramos, folhas peludas e longas e estreitas de até 80 milímetros de comprimento e cerca de 5 mm de largura. As flores, que aparecem entre Agosto e Novembro, consistem de um tubular perianto por volta de 25 mm de comprimento, e um estilo de cerca de 40 mm de comprimento. O perianto é amarelo com uma garganta laranja que se torna marrom segundo a polinização.

## Taxonomia
O espécime de "A. detmoldii" foi recolhido a partir da proximidade do rio Blackwood por volta de 1870, e enviado para Ferdinand von Mueller, que publicou as espécies no Volume 8 do seu Fragmenta Phytographiae Australiae. O espécime do tipo original do "Rio Blackwood; J. Forrest", e isso às vezes tem sido interpretado como referência a John Forrest, mas o irmão de John Forrest, James, é conhecido por ter "conseguido alguma reputação, fazendo coleções botânicas da flora do distrito Blackwood para Barão von Mueller", e um isótipo apresentado no Jardim Botânico de Berlim foi marcado por Ludwig Diels; "Blackwood River leg. Jas. Forrest".
Mueller atribuiu a espécie de "A. sect. Eurylaema", definido como contendo espécies de perianto em formas de tubos que são curvados e inchados acima da média. O epíteto específico  detmoldii  foi dito ser em honra de seu amigo William Detmold.
A. detmoldii foi mantido em A. sect. Eurylaema na revisão de Adenanthos de Ernest Charles Nelson em 1978, e novamente em seu tratamento do gênero para a série Flora da Austrália de 1995. A colocação de  A. cuneatus no arranjo de Adenanthos por Nelson podem ser resumidos como se segue:

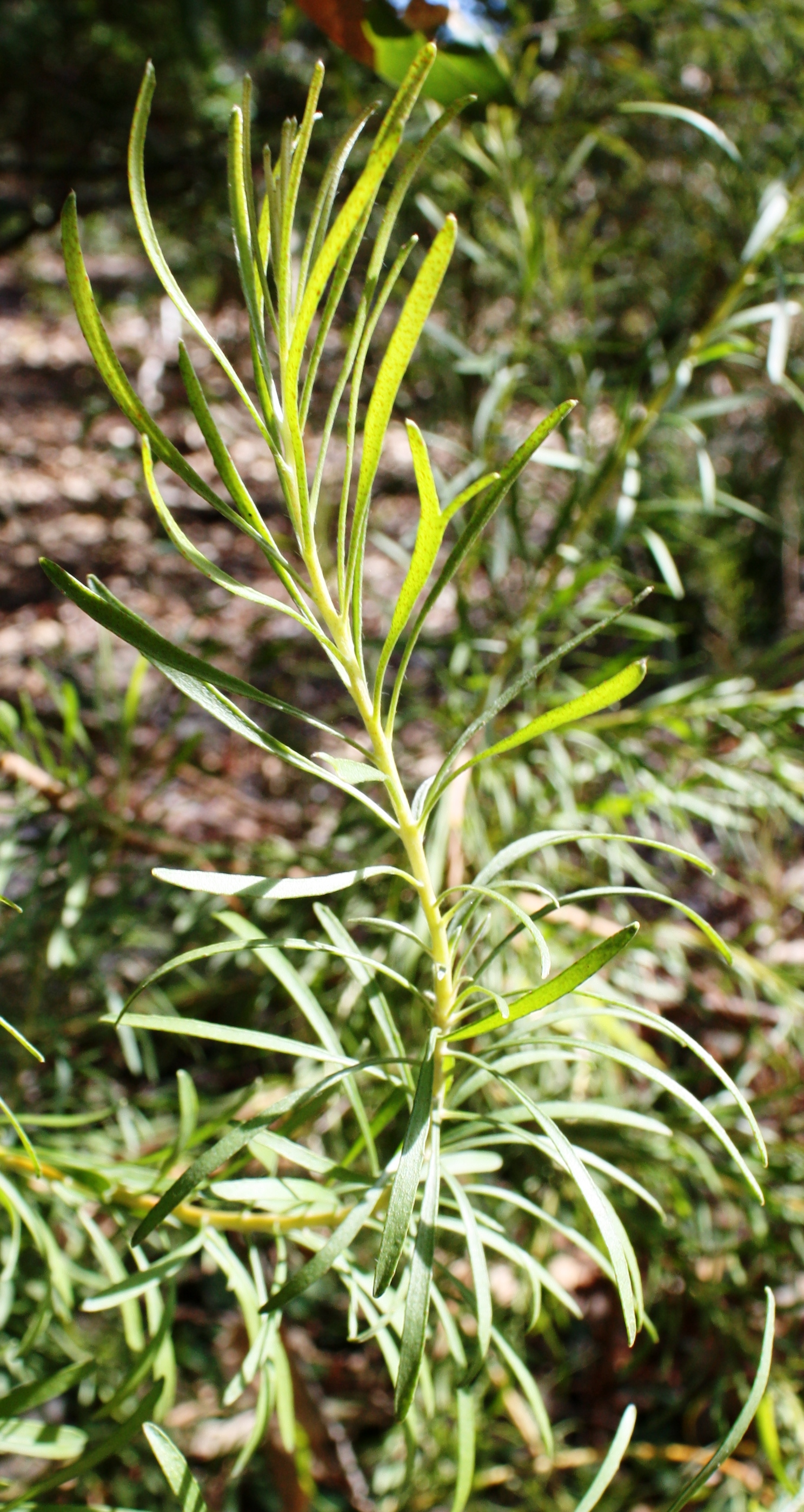

Adenanthos
A. sect. Eurylaema
A. detmoldii
A. barbiger
A. obovatus
A. × pamela
A. sect. Adenanthos (29 espécies, 8 sub-espécies)
Esta espécie freqüentemente formam híbridos com a espécie  Adenanthos obovatus ; os híbridos resultantes são conhecidos como  Adenanthos × Pamela .

## Distribuição e habitat
A. detmoldii é restrita à vizinhança do Scott e Blackwood. Rios localizados ao leste de Augusta. Excepcionalmente para espécies de Adenanthos, é favorecida no invernos úmidos, planos arenosos , onde co-ocorre com as espécies de  Banksia ser. Dryandra, de  grevillea, gramíneas e cyperaceae Muitas vezes, é o arbusto mais abundantes do local.

## Conservação
É classificado como Prioridade Quatro pelo Rare on the Western Australian Department of Environment and Conservation 's Declared Rare and Priority Flora List. Ou seja, ele é um táxon que, embora rara, não parece estar ameaçada. Diz-se ser agora amplamente confinada a beira de estradas, porque a maioria da sua gama tem sido desmatada para a agricultura. though in 1978 Nelson still held out some hope that "[i]t may be common in wet swamp areas that are not accessible and have not been drained."
Esta espécie é altamente suscetível ao perecimento por Phytophthora cinnamomi.

## Ligações Externas
- «Adenanthos detmoldii F.Muell.». Flora of Australia. Department of the Environment and Heritage, Australian Government Online

- «Adenanthos detmoldii F.Muell.». FloraBase (em inglês). Departamento de Ambiente e Conservação (florabase.dec.wa.gov.au) do Governo da Austrália Ocidental
- «Adenanthos detmoldii F.Muell.». Australian Plant Name Index (APNI), IBIS database. Centre for Plant Biodiversity Research, Australian Government